# Xanthomixis zosterops
Il bulverde dagli occhiali o bulverde beccocorto, noto anche come tetraka dagli occhiali o tetraka beccocorto (Xanthomixis zosterops (Sharpe, 1875)) è un uccello passeriforme della famiglia Bernieridae, endemico del Madagascar.

## Etimologia
Il nome scientifico della specie, zosterops, deriva dall'unione delle parole greche ζωστηρ (zōstēr, "cerchio") e ωψ (ōps, "occhio"), col significato di "dagli occhi cerchiati", in riferimento alla livrea di questi uccelli.

## Descrizione

### Dimensioni
Misura 16-16,5 cm di lunghezza, per 13,5-22,5 g di peso.

### Aspetto
Si tratta di uccelletti dall'aspetto robusto, muniti di grossa testa arrotondata, caratteristico becco sottile e appuntito con mandibola inferiore lievemente convessa nella sua parte centrale, ali arrotondate e coda dall'estremità arrotondata: nel complesso, questi uccelli ricordano molto degli usignoli del Giappone.
Il piumaggio è di color olivastro-grigio su fronte, vertice, guance nuca, dorso, ali e coda (queste ultime due parti con penne più scure e dagli evidenti orli di color bruno-giallo scuro), nonché su una stretta banda che dai lati del becco raggiunge l'occhio, formando una mascherina: il sopracciglio, il cerchio perioculare (da cui il nome comune ed il nome scientifico),  la gola, il petto ed il ventre sono invece di colore giallo, con evidenti sfumature verdastre sui lati del petto (attorno all'attaccatura delle ali) e sui fianchi fino alla parte piumata delle zampe.
Il becco è nero superiormente e arancio-rosato con punta nerastra inferiormente: le zampe sono invece di color carnicino-rosato, mentre gli occhi sono di color bruno scuro.

## Biologia
Il tetraka beccocorto è un uccello diurno e tendenzialmente solitario, ma che può essere osservato anche in coppie o in gruppetti familiari formati da una coppia riproduttrice e dai giovani ancora non pienamente indipendenti, non di rado associandosi a stormi misti con altre specie affini.

Questi uccelletti trascorrono la maggior parte della giornata alla ricerca di cibo fra cespugli ed alberi, cercando poi rifugio sul far della sera nel folto della vegetazione per passare la notte al riparo da eventuali predatori.

### Alimentazione
Si tratta di uccelli insettivori, che si nutrono di una grande varietà di insetti ed altri piccoli invertebrati reperiti cercando fra i tronchi, i rami e le foglie di alberi e cespugli, nonché nel legno morto e nei detriti.

### Riproduzione
Si tratta di uccelli monogami, la cui stagione riproduttiva va da settembre a dicembre.
Il nido, a forma di coppa, viene costruito nel folto di un cespuglio con muschio, foglie morte e fibre vegetali: al suo interno, la femmina depone 2-3 uova biancastre con punteggiatura più scura, che vengono covate per due settimane.

I nidiacei schiudono ciechi ed implumi: essi vengono imbeccati e accuditi da ambedue i genitori. L'involo avviene attorno alle tre settimane dalla schiusa: dopo ciò, i giovani continuano a rimanere presso il nido ancora per almeno una ventina di giorni, seguendo i genitori nei loro spostamenti e chiedendo loro (sebbene sempre più sporadicamente) l'imbeccata, prima di allontanarsene in maniera definitiva.

## Distribuzione e habitat
Il tetraka beccocorto è endemico del Madagascar, del quale abita il nord (ad eccezione dell'estrema punta settentrionale) e tutta la fascia orientale fino a Tolagnaro: una popolazione isolata abita inoltre l'area di Analavelona.
L'habitat di questi uccelli è rappresentato dalla foresta pluviale sempreverde fino a 1500 m di quota, sebbene sia raro da avvistare in ambiente montano.

## Tassonomia
Se ne riconoscono quattro sottospecie:
- Xanthomixis zosterops zosterops (Sharpe, 1875) - la sottospecie nominale, diffusa nella maggior parte dell'areale occupato dalla specie;
- Xanthomixis zosterops ankafanae (Salomonsen, 1934) - endemica dell'area di Fianarantsoa;
- Xanthomixis zosterops andapae (Salomonsen, 1934) - endemica dell'area di Andapa;
- Xanthomixis zosterops fulvescens (Delacour, 1931) - endemico della Montagna d'Ambra;

Mentre alcuni autori accorperebbero le sottospecie andapae ed ankafanae alla nominale, altri ne scorporerebbero la popolazione dell'area di Maroantsetra col nome di X. z. maroantsetrae: uno studio genetico ha tuttavia evidenziato che il taxon è diviso in quattro cladi sviluppatisi in allopatria e sovrappostisi solo in tempi recenti.